# Llengües kwa
Les llengües kwa són un grup dins les llengües nigerocongoleses que agrupa 45 idiomes parlats a la zona del golf de Guinea. És una subfamília creada per criteris geogràfics per part de Gottlob Krause, i alguns lingüistes dubten que pugui haver més semblança entre les seves llengües que entre altres nigerocongoleses però la manca d'informació sobre aquestes parles dificulta la decisió d'abandonar o no la família com a criteri classificatori. Tradicionalment es distingeixen dos subgrups: el nyo (llengües de Costa d'Ivori i rodalia) i l'occidental, on destaca l'ewe, parlat per 2 milions de persones.
Les llengües kwa són tonals, amb harmonia vocàlica i l'ordre canònic SVO propi de la família. Les consonants més freqüents són les oclusives.

## Llengües
- Llengües kwa orientals	
  - Avatime-Nyamgbo	
    - Avatime
    - Nyangbo
    - Tafi

  - Llengües gbes	
    - Aguna
    - Ewe
    - Ci, gbe
    - Xwla oriental
    - Gbesi
    - Kotafon
    - Saxwe
    - Waci
    - Xwela occidental
    - Xwela
    - Kpessi
    - Wudu

  - Llengües aja	
    - Aja
    - Ayizo
    - Defi
    - Tofin
    - Weme
    - Gun

  - Llengües fon	
    - Fon
    - Maxi

  - Llengües mina	
    - Gen

  - Kebu-Animere	
    - Akebu
    - Animere

  - Llengües Kposo-Ahlo-Bowili	
    - Adangbe
    - Igo
    - Ikposo
    - Tuwuli
- Llengües nyos	
  - Llengües agnebys	
    - Abé
    - Abidji
    - Adioukrou

  - Attié	
    - Attié

  - Avikam-Alladian	
    - Alladian
    - Avikam

  - Ga-Dangme	
    - Dangme
    - Ga

  - Poitou-Tano	
    - Basila-Adele
      - Adele
      - Anii

    - Ega
    - Llengües lelemis
    - Lelemi
    - Siwu
    - Sekpele
    - Selee

  - Logba	
    - Logba

  - Llengües potous	
    - Ebrié
    - Mbato

  - Llengües tanos	
    - Llengües tanos centrals 
      - Abron
      - Àkan
      - Wasa
      - Anufo
      - Anyin
      - Anyin Morofo
      - Baule
      - Sehwi
      - Ahanta
      - Jwira-Pepesa
      - Nzema

    - Llengües guangs
      - Chumburung
      - Dompo
      - Dwang
      - Foodo
      - Gikyode
      - Ginyanga
      - Gonja
      - Kplang
      - Krache
      - Nawuri
      - Nchumbulu
      - Nkami
      - Nkonya
      - Tchumbuli
      - Awutu
      - Cherepon
      - Gua
      - Larteh
      - Krobu

    - Llengües tanos occidentals
      - Abure
      - Beti